# Física atmosférica
Física atmosférica é a aplicação da física ao estudo da atmosfera e possui estreitas ligações com a meteorologia e a climatologia, abrangendo a concepção e a construção de instrumentos e interpretação de dados.
Auxiliando na obtenção de informações mais precisas sobre os principais processos físicos que determinam a estrutura e comportamento da atmosfera. Engloba diversas áreas de atuação onde são necessários modelos de sistemas que são altamente relacionados com a matemática e a física nos estudos da atmosfera.

## Teoria do Caos
A teoria do caos foi formulada pelo meteorologista norte-americano Edward Lorenz , no início da década de 1960, após testar um programa de computador que simulava o movimento de massas de ar, estabelece que uma pequena mudança ocorrida no início de um evento qualquer pode ter conseqüências desconhecidas.
Ao suprimir algumas casas decimais dos números dos dados da simulação, percebeu que o padrão mudava radicalmente e que, segundo Lorenz, seria como se o bater de asas de uma borboleta afetasse todo o padrão das massas de ar , o chamado "Efeito Borboleta".
Fatores insignificantes em sistemas dinâmicos como o clima, por exemplo, podem mudar totalmente as previsões estatísticas.
Os fenômenos climáticos são de comportamento caótico e de difícil previsibilidade a longo prazo.
A Física busca compreender e determinar as flutuações erráticas e irregulares que se encontram na natureza, e com seu desenvolvimento surgiu a teoria do caos.
Físicos e matemáticos elaboraram diversas teorias para explicar o caos e hoje já há muito conhecimento a respeito dos fenômenos imprevisíveis e diversos resultados obtidos.

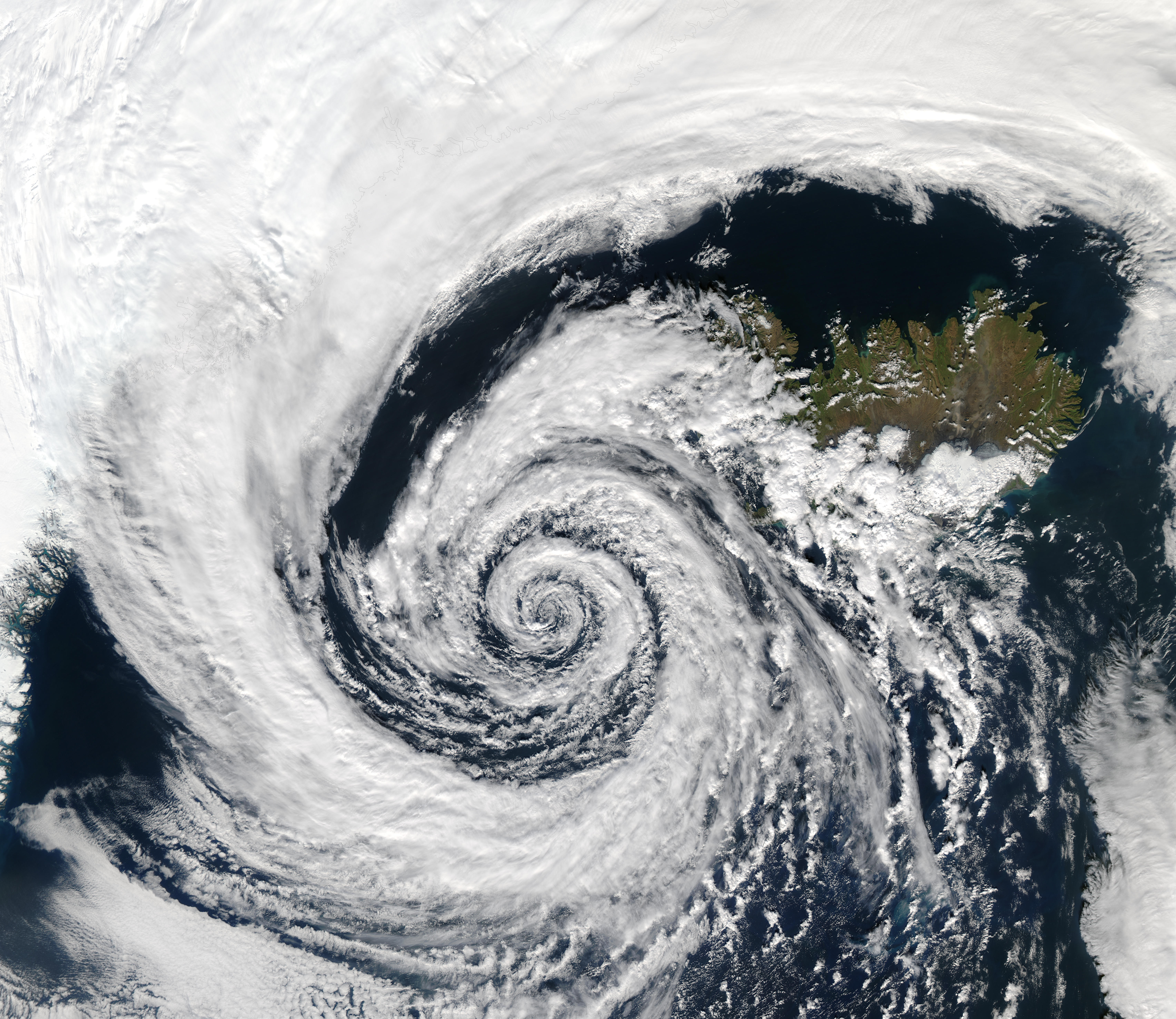
Sistema de Baixa Pressão

## Atmosfera
A atmosfera é uma camada de gases e partículas suspensas retidos pela ação da gravidade, e a pressão que exerce sobre a superfície é chamada de pressão atmosférica. A pressão atmosférica é heterogênea, pois sofre interferências da variação de temperaturas da superfície e da rotação do planeta. As variações da pressão atmosférica são monitoradas principalmente pelos meteorologistas para a previsão do tempo e climatologistas nos estudos do clima.

### O Clima
O Clima das regiões do planeta é determinado pelos valores médios das medidas meteorológicas: ventos, temperatura, pluviosidade, insolação, freqüências e intensidade de chuvas
Desenvolvendo estudos das propriedades físicas de nuvens e das precipitações,  medidas atmosféricas, incluindo sensoriamento remoto ativo e passivo, cientistas buscam  importantes informações que podem prever desastres naturais, salvar vidas, minimizar estragos e proporcionar melhor planejamento das atividades humanas e econômicas em diversos setores.

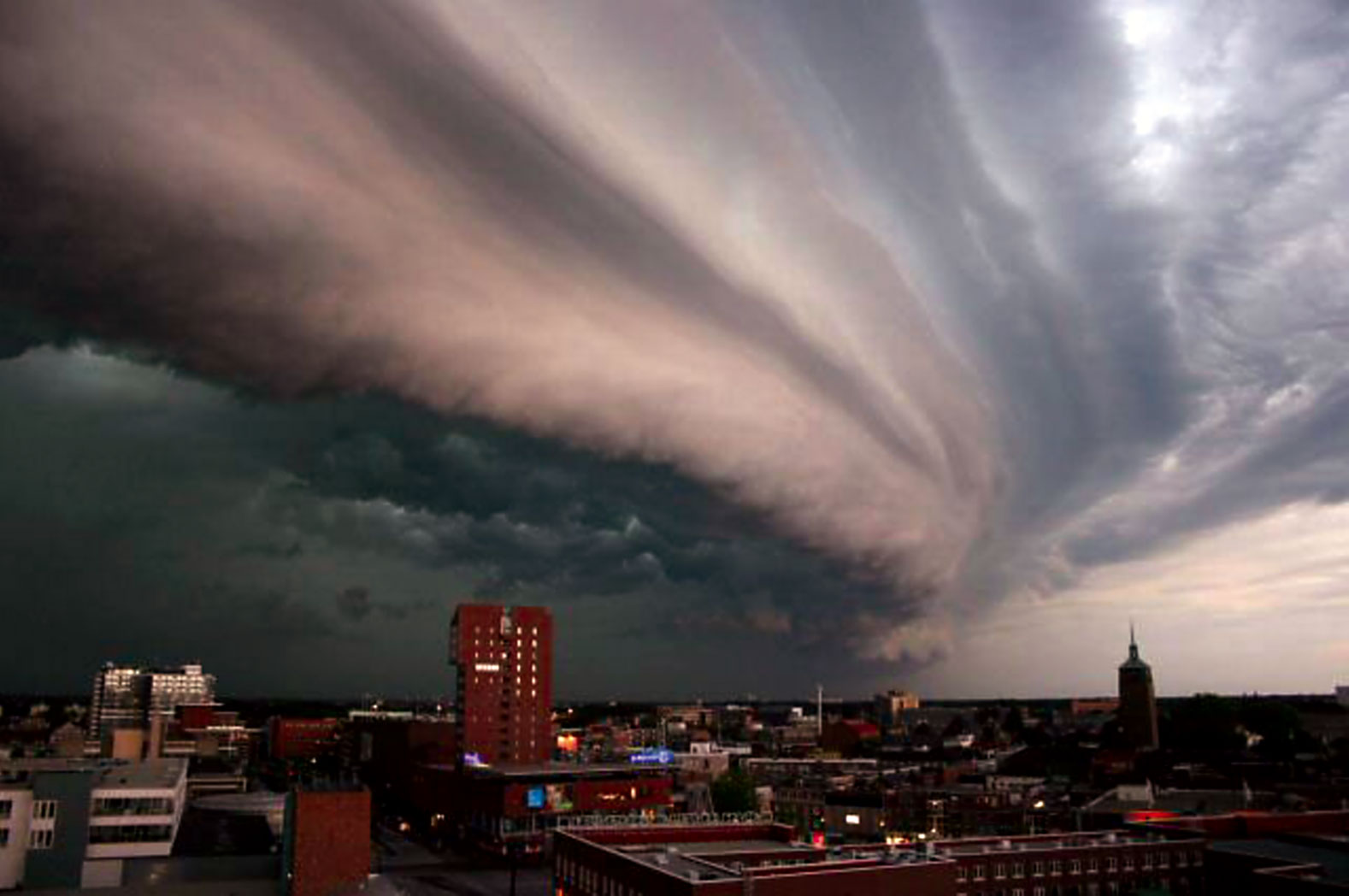
Nuvens

As nuvens são compostas de gotículas microscópicas de água, minúsculos cristais de gelo, ou ambas que em condições adequadas combinam para formar a precipitação.
A precisão mecânica de como nuvens se formam e crescem não está completamente entendida, mas cientistas desenvolveram teorias explicando a estrutura das nuvens  estudando a microestrutura de gotículas individuais. Os avanços nas tecnologias de radares e satélites também têm permitido o estudo preciso das nuvens em grande escala e da modificação artificial do tempo.
Ventos são deslocamentos de ar das zonas de alta pressão para as zonas de baixa pressão sobre a superfície do planeta. Para a análise do vento considera-se a direção e a velocidade. A velocidade e o sentido do vento pode ser medida pelo instrumento chamado de anemômetro, e também pode ser calculada através de expressões matemáticas que representam a variação horizontal da pressão pela rotação do planeta. A direção do vento é expressa em graus de arco, no sentido dos ponteiros do relógio, a partir do norte geográfico.
Os dados de ventos coletados são utilizados em diversos setores como: aeroportos, estações meteorológicas, agricultura etc.
O processamento de dados de vento são medidos em estações de superfície e na atmosfera (sondas, satélites), Uma de suas utilidades é a elaboração do atlas eólico a partir de mapas de vento. Um mapa de ventos pode ser obtido também a partir de simulações computacionais com modelos atmosféricos.
A avaliação do potencial de vento  pode ser utilizada para o aproveitamento do recurso eólico como fonte de energia em uma região.
Os fenômenos El Niño e La Niña são exemplos de alterações importantes.

El Niño

El Niño é um fenômeno desencadeado por um aquecimento anormal das águas superficiais no oceano Pacífico Tropical que afeta o clima, muda os padrões de vento e regimes de chuva nas regiões tropicais.
La Niña, um fenômeno oposto ao EL Niño, é o esfriamento anormal nas águas superficiais do Oceano Pacífico Tropical.

### Efeitos da Poluição
A vida do planeta depende do equilíbrio de sua atmosfera que, principalmente a partir da segunda metade do século XX passou a sentir os efeitos nocivos dos poluentes com a diminuição da camada de ozônio e no efeito estufa.
A camada de ozônio que protege o planeta contra os raios ultravioleta do Sol, nocivos à vida, se rarefaz pelo contato do CFC (cloro, flúor, carbono), um gás usado nas antigas geladeiras, em condicionadores de ar, espumas plásticas, spray etc.
O CFC foi proibido em 2000, mas ainda vai permanecer por anos fazendo estragos na camada de ozônio.
O CFC, ao alcançar grandes altitudes, se decompõe quando atingido pelos raios ultravioleta e libera o átomo de cloro que quebra as moléculas de ozônio em grandes quantidades, transformando O3 (ozônio) em O2 + ClO (monóxido de cloro).

Camada de Ozônio

Atualmente existem diversas estações de medição e monitoramento de ozônio e índices de radiações UV espalhadas pelo planeta, onde várias técnicas e equipamentos são utilizados na superfície e instalados em balões meteorológico, cujo objetivo é a medição e avaliação da camada de ozônio.
Há monitoramento também do ozônio, que é um potente oxidante e potencial agente tóxico em altas concentrações na baixa troposfera, relacionado com a poluição urbana.
O estudo dos efeitos das emissões de gases e sua difusão na atmosfera como: gás carbônico (CO2), metano (CH4), óxido nitroso (N2O), monóxido de carbono (CO) e os clorofluorcarbonetos (CFCs), são realizados a partir de medidas locais, ou através da utilização dos equipamentos embarcados em aeronaves.
O Efeito Estufa e a qualidade do ar são estudados de forma sistemática para a avaliação de seus efeitos na atmosfera e suas conseqüências sobre o clima do planeta, obtendo informações mais precisas para previsão do tempo e das mudanças climáticas.
Com o Protocolo de Quioto tenta-se reduzir a emissão de gases que causam a poluição atmosférica, efeito estufa, desequilíbrio ecológico, climático etc.
Quadros comparativos de medições de antes e depois do desenvolvimento industrial mostram sinais das conseqüências sobre o clima.

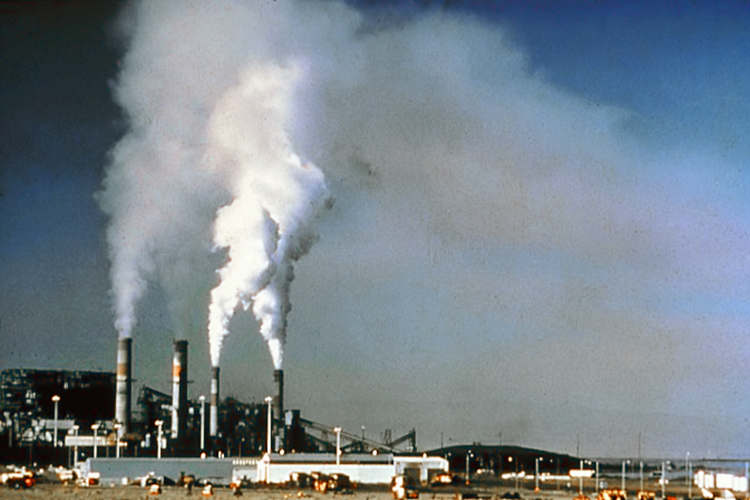

O equilíbrio térmico do planeta está sendo afetado pelos gases do Efeito Estufa, que ao serem liberados na atmosfera passam atuar como fontes secundárias de calor, o que representa que a temperatura média está aumentando, embora por um fator pequeno, suas conseqüências estão sendo estudadas e apontam que podem ser desastrosas a longo prazo.
Esse gases tem sua origem nos processos industriais, pelas queimadas de biomassa e principalmente do escapamento dos automóveis.
Entre os gases mais importantes o CO2 (o gás carbônico),  é responsável por mais de 50% do Efeito Estufa global.

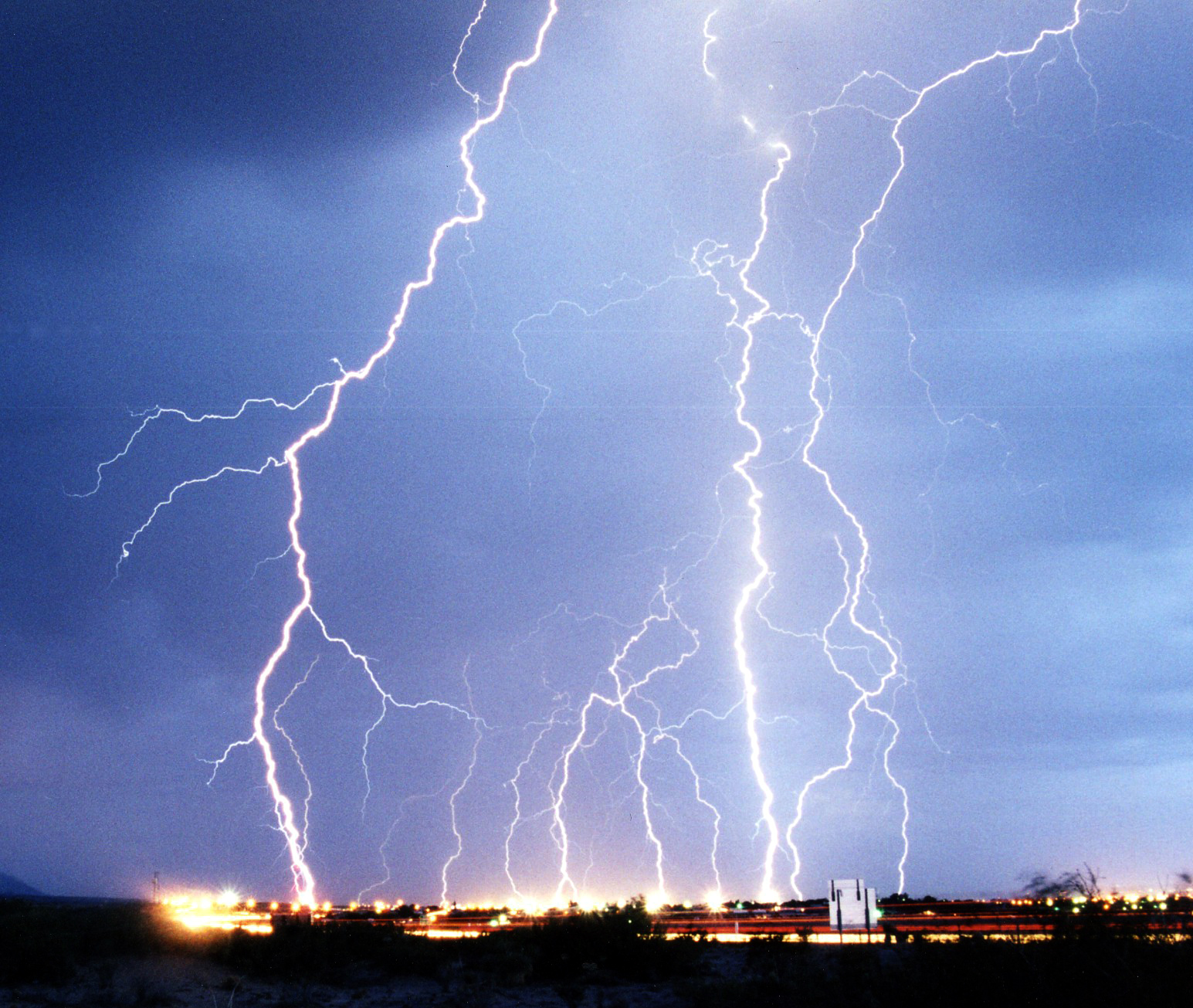
Relâmpagos

### Eletricidade Atmosférica
O estudo dos processos físicos dos relâmpagos, sua origem e características, efeitos sobre a atmosfera, estrutura das nuvens, campo elétrico e a geração de cargas, é desenvolvido através de dados obtidos por múltiplas técnicas de superfície, balões, aviões, foguetes e satélites.
Os dados ajudam a determinar o impacto do campo elétrico sobre o meio ambiente e, na atividade humana, prestar serviços de alertas para diversos setores sobre a incidências de descargas.
Algumas pesquisas são desenvolvidas por modelos computacionais e teóricos no estudo dos processos físicos associados com o surgimento do relâmpago dentro das nuvens de tempestade, sua evolução temporal, e a dependência das características dos relâmpagos sobre diferentes condições.
Visando prever e determinar os aspectos relativos das variações das descargas elétricas como na alteração química da atmosfera (pela poluição), pelo aumento de incidência sobre grandes centros urbanos (pela elevação de temperatura) e nos processos atmosféricos relacionados à variação climática, por exemplo.
Esses estudos auxiliam no monitoramento, detecção de atividades e na confecção de mapas de incidências de raios que ajudam a proteger vidas, sistemas elétricos, equipamentos e outros bens contra as descargas elétricas.

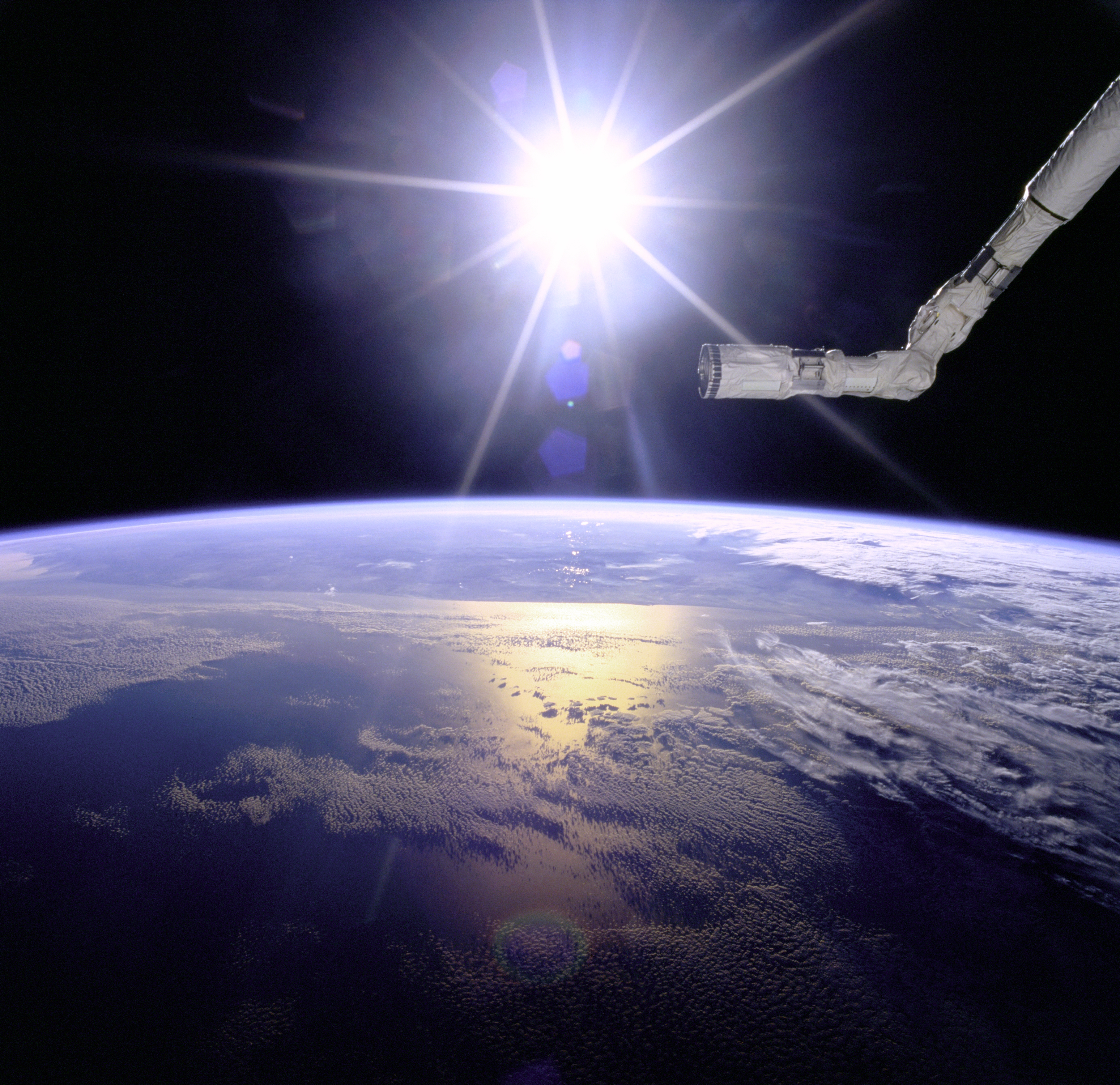

## A interação Terra-Sol
O Sol emite partículas energéticas, e radiação eletromagnética dos mais diferentes comprimentos de onda, e grande parte desta radiação é composta por ondas eletromagnéticas. A radiação emitida pelo sol sofre alterações em ciclos que podem variar de alguns meses até centenas de anos. Acredita-se que estes ciclos possam influenciar o clima da Terra de alguma maneira.
A observação solar em todos comprimentos de onda, e não somente da luz, é de grande importância.
Na alta atmosfera ocorrem fenômenos que fornecem importantes dados sobre a interação Terra-Sol.
As camadas da ionosfera ao receberem a radiação solar oscilam em intensidade e quantidade durante o dia e a noite ou dependendo da época do ano. Mesmo que a radiação solar incida intensa e incessantemente sobre a ionosfera o equilíbrio se mantém com um fenômeno chamado de recombinação. A recombinação resulta do efeito da atração eletrostática mútua dos elétrons e íons positivos e negativos. Assim, o grau de ionização não cresce indefinidamente, se opondo à ionização produzida pela radiação, os íons se recombinam se igualando ao número de íons gerados ao mesmo tempo.

Reflexão da Ionosfera

Durante uma erupção solar, a ionosfera é empurrada para baixo e o  seu limite inferior empurrado para cima, aumentando assim a densidade iônica e atômica.  Quando isso ocorre é possível haver interferências importantes nas comunicações e, principalmente no monitoramento por radar que sofre apagões ou efeitos fantasmas, com a duplicação de aviões em suas telas, por exemplo.  Isso ocorre pelas reflexões ocasionadas pela blindagem, ou por múltiplas reflexões de sinal de alta freqüência, e pode colocar em risco a segurança do tráfico aéreo.
A Física atmosférica auxilia na compreensão da dinâmica e identificação das alterações atmosféricas, mapeamentos, estatísticas, equipamentos etc.

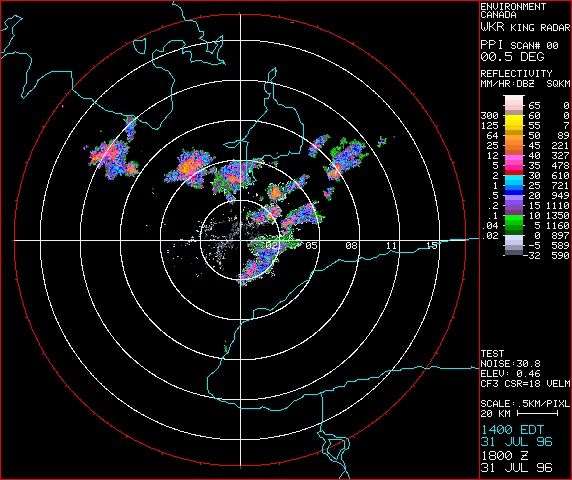
Radar Meteorológico

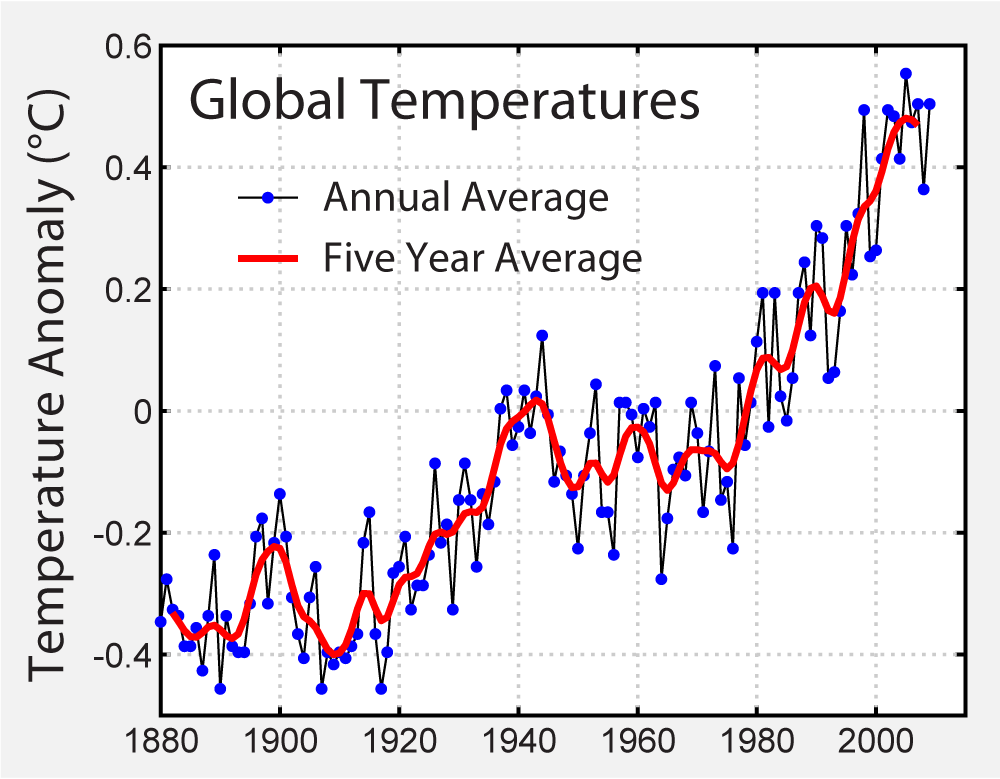
Gráfico das Temperaturas Anuais